# Првенство Србије у друмском бициклизму
Првенство Србије у друмском бициклизму је национално првенство које организује Бициклистички савез Србије. Од 2007. године првенство Србије је добило и статус државног првенства, у јуну месецу одржано је прво самостално државно првенство Србије у друмском бициклизму и то: 14. јуна првеснтво у трци на хронометар и 16. јуна 2007. године у друмској трци. 

Бициклистички савез Србије организује првенство у више категорија:
- Млађи кадети
- Кадети
- Јуниори
- Жене
- Такмичари млађи од 23 године
- Сениори

Првенство Србије у друмском бициклизму се организује у две дисциплине:
- Државно првенство Србије у друмској вожњи
- Државно првенство Србије у вожњи на хронометар

## Историјат
Након Другог светског рата, формиран је први руководећи орган бициклистичког спорта „Одбор за бициклизам при Фискултурном савезу Југославије“. Августа 1948. бициклистички клубови и одбори за бициклизам при фискултурним савезима република и покрајина, основали су Бициклистички савез Југославије. Бициклистички спорт је био најразвијенији у Словенији и Хрватској, мање у Србији и Војводини, а скоро га уопште није било у Црној Гори, Босни и Херцеговини, Македонији и на Косову и Метохији. Бициклистички савез Југославије је у СФРЈ организовао више трка, Првенство Југославије у друмском бициклизму, за млађе такмичаре одржавана је пионирска трка Путевима Ужичке републике. Одржавана су првенства република, првенство Словеније, првенство Хрватске и првенство Србије у друмском бициклизму. Организоване су и друге трке, као што су Трка кроз Југославију, од 1962. године етапна трка Кроз Србију, трка кроз Војводину, куп Југославије и куп Србије, првенство Далмације, трка у спомен ослобођења Београда и друге. Пре распада СФРЈ, 1988. године Југословенски завод за статистику забележио је да у Југославији постоје 64 бициклистичка клуба са 3.000 бициклиста. Осим такмичара, у клубовима је радило 737 аматерских спортских радника и 120 лица која су добијала накнаду за стручни рад. Распадом СФРЈ првенство Србије је било део првенства СР Југославије у друмском бициклизму до 2002. године, да би потом од 2003. до 2006. године било део првенства Србије и Црне горе у друмском бициклизму.

## Првенство 2009. године.
Првенство Србије у друмском бициклизму 2009. године, у организацији бициклистичког савеза Србије и бициклистичког клуба Железничар, је одржано 25. до 27. јуна у Нишу. Такмичење у вожњи на хронометар одржано је 25. јуна, док је такмичење у друмској вожњи одржано 27. јуна. Друмска трка у конкуренцији сениора на стази дужине 152km је почела у 13:30 часова. Прво место освојио је Иван Стевић са резултатом 3h 27min и 4s, а у времену побединка су стигли редом, Есад Хасановић, Небојша Јовановић и Жолт Дер. Суботичанин Габор Каса је стигао са 5 секунди заостатка и тиме остварио победу у конкуренцији млађих возача до 23 године. Каса је показао да је тренутно најбољи млади домаћи такмичар и у трци на хронометар, док је најбољи међу сениорима у трци на хронометар био још један суботичанин Дер Жолт, у дресу београдског Партизана. Суботичани су такође остварили одличне резултате код млађих кадета Борис Копуновић (Спартак) је вицешампион државе, треће место је освијио Милош Костов који вози за домаћи клуб Железничар, док је тријумфовао млади Новица Савић који вози за Бициклистички клуб Шумадија из Аранђеловца. У категорији кадета, титулу првака Србије од свог клупског колеге Алексе Величковића (прошлогодињег првака Србије у кадетима), преузео је Урош Јовановић. Он је у „соло“ вожњи дошао на циљ око минуте испред такмичара Борца из Чачка - Стефана, на трећој позицији завршио је Лазар Јовановић такође члан Борца. Величковић је завршио на 4. месту, али је пружио велику помоћ Урошу Јовановићу у освајању титуле првака.

## Списак победника

### Сениори
Списак победника у сениорској конкуренцији:
| година. | Победник              | Друго место          | Треће место          |  |
|         |                       |                      |                      |  |
| 1980.   | Драгић Боровићанин    | Бранислав Алексић    | Рајко Чубрић         |  |
|         |                       |                      |                      |  |
| 1996.   | Александар Миленковић | Душан Димитријевић   | Добривоје Јованчевић |  |
| 1997.   | Драгомир Живковић     | Игор Билас           | Горан Симић          |  |
| 1998.   | Саша Гајичић          | Драгомир Живковић    | Игор Билас           |  |
| 1999.   | Микош Рњаковић        | Борис Маргетић       | Драгомир Живковић    |  |
| 2000.   | Саша Гајичић          | Александар Никачевић | Микош Рњаковић       |  |
| 2001.   | Микош Рњаковић        | Иван Стевић          | Мићо Брковић         |  |
| 2002.   | Александар Никачевић  | Саша Гајичић         | Иван Стевић          |  |
|         |                       |                      |                      |  |
| 2003.   | Иван Стевић           | Небојша Јовановић    | Мићо Брковић         |  |
| 2004.   | Небојша Јовановић     | Микош Рњаковић       | Горан Шмелцеровић    |  |
| 2005.   | Иван Стевић           | Радиша Чубрић        | Предраг Прокић       |  |
| 2006.   | Иван Стевић           | Жолт Дер             | Небојша Јовановић    |  |
|         |                       |                      |                      |  |
| 2007.   | Жолт Дер              | Драган Спасић        | Предраг Прокић       |  |
| 2008.   | Предраг Прокић        | Небојша Јовановић    | Есад Хасановић       |  |
| 2009.   | Иван Стевић           | Есад Хасановић       | Небојша Јовановић    |  |
| 2011.   | Жолт Дер              | Есад Хасановић       | Марко Станковић      |  |
| 2012.   | Никола Козомара       | Горан Шмелцеровић    | Ђорђе Стевановић     |  |
| 2013.   | Иван Стевић           | Марко Даниловић      | Бојан Ђурђић         |  |
| 2016.   | Никола Козомара       | Небојша Јовановић    | Дејан Марић          |  |
| 2017.   | Душан Калаба          | Горан Антонијевић    | Милан Драгојевић     |  |
| 2018.   | Душан Рајовић         | Марко Даниловић      | Душан Калаба         |  |
| 2019.   | Душан Рајовић         | Стојнић Вељко        | Марко Даниловић      |  |
| 2020.   | Ђорђе Ђурић           | Стефан Стефановић    | Владимир Вулићевић   |  |
|         |                       |                      |                      |  |

### до 23 године
Списак победника у конкуренцији до 23 године:
| година. | Победник         | Друго место      | Треће место       |
|         |                  |                  |                   |
| 2006.   | Милош Величковић | Елвир Чашић      | Решад Ибрахимовић |
|         |                  |                  |                   |
| 2007.   | Есад Хасановић   | Милош Величковић | Александар Дукић  |
| 2008.   | Габор Каса       | Милош Величковић | Марко Томић       |
| 2009.   | Габор Каса       | Јован Рајковић   | Александар Дукић  |
|         |                  |                  |                   |

### Јуниори
Списак победника у конкуренцији јуниора:
| година. | Победник          | Друго место          | Треће место          |
|         |                   |                      |                      |
| 2006.   | Марко Томић       | Немања Вулић         | Александар Срнић     |
|         |                   |                      |                      |
| 2007.   | Габор Каса        | Марко Рачић          | Страхиња Ракићевић   |
| 2008.   | Никола Стефановић | Јован Зекавица       | Светислав Благојевић |
| 2009.   | Никола Козомара   | Светислав Благојевић | Милош Стојановић     |
|         |                   |                      |                      |

### Кадети
Списак победника у конкуренцији кадета:
| година. | Победник          | Друго место       | Треће место          |
|         |                   |                   |                      |
| 2007.   | Јован Зекавица    | Алекса Марић      | Светислав Благојевић |
| 2008.   | Алекса Величковић | Филип Павловић    | Урош Јовановић       |
| 2009.   | Урош Јовановић    | Стефан Стефановић | Лазар Јовановић      |
|         |                   |                   |                      |

### Млађи кадети
Списак победника у конкуренцији млађих кадета:
| година. | Победник          | Друго место     | Треће место      |
|         |                   |                 |                  |
| 2007.   | Никола Михаиловић | Срђан Филиповић | Ђорђе Стевановић |
| 2008.   | Растко Томовић    | Џејлан Хукић    | Семир Бајровић   |
| 2009.   | Новица Савић      | Борис Копуновић | Милош Костов     |
|         |                   |                 |                  |

### Жене
Списак победника у конкуренцији жена:
| година. | Победник          | Друго место       | Треће место            |
|         |                   |                   |                        |
| 2006.   | Душица Лекић      | Драгана Ковачевић | Ивана Рула             |
|         |                   |                   |                        |
| 2007.   | Драгана Ковачевић | Ванеса Дурман     | Зорица Милићевић-Антић |
| 2008.   | Драгана Ковачевић | Ванеса Дурман     | Зорица Милићевић-Антић |
| 2009.   | Јована Кртинић    | Драгана Ковачевић | Ванеса Дурман          |
|         |                   |                   |                        |